# گاندارا (سری‌لانکا)
گاندارا (به لاتین: Gandara) یک منطقهٔ مسکونی در سری‌لانکا است که در استان جنوبی (سری‌لانکا) واقع شده‌است. گاندارا ۲۸۳ کیلومتر مربع مساحت و ۱۲٬۲۵۴ نفر جمعیت دارد و ۲ متر بالاتر از سطح دریا واقع شده‌است.